# Nash (Herefordshire)
Nash – przysiółek w Anglii, w hrabstwie Herefordshire. Nash jest wspomniana w Domesday Book (1086) jako Hech.